# سیارک ۲۲۹۴۵
سیارک ۲۲۹۴۵ (به انگلیسی: 22945 Schikowski، نامگذاری:1999TY216) بیست و دو هزار و نهصد و چهل و پنجمین سیارک کشف شده‌است که در ۱۵ اکتبر ۱۹۹۹ کشف شد.
قدر مطلق سیارک برابر ۱۴.۱ است.